# Ken Leung
Kenneth "Ken" Leung (New York, 21 januari 1970) is een Amerikaanse acteur. Hij speelde onder andere in de films Saw, Saw V en X-Men: The Last Stand. Hij is vooral bekend door zijn rol als Miles Straume in de televisieserie Lost.

## Films
- Joker: Folie à Deux (2024) - Dr. Victor Liu
- Star Wars: Episode VII: The Force Awakens (2015) - Admiraal Statura
- Big Mike (televisiefilm, 2011) – Bernie Li
- Works of Art (2009) – John Kim
- Saw V (2009) – detective Steven Sing
- Falling for Grace (2007) – Ming
- Shanghai Kiss (2007) – Liam Liu
- Year of the Fish (2007) – Johnny
- X-Men: The Last Stand (2006) – Kid Omega
- East Broadway (2006) – Ming
- Inside Man (2006) – Wing
- The Squid and the Whale (2005) – schooltherapeut
- Hate (2005) – Mo
- Sucker Free City (televisiefilm, 2004) – Lincoln Ma
- Strip Search (televisiefilm, 2004) – Liu Tsung-Yuan
- Saw (2004) – Detective Steven Sing
- Red Dragon (2002) – Lloyd Bowman
- Face (2002) – Willie
- Vanilla Sky (2001) – illustrator
- Spy Game (2001) – Li
- Home Sweet Hoboken (2001)
- Artificial Intelligence: A.I. (2001) – Syatyoo-Sama
- The Family Man (2000) – Sam Wong the Deli Clerk
- Maze (2000) – Dr. Mikao
- Keeping the Faith (2000) – Don
- Man of the Century (1999) – Mike Ramsey
- Rush Hour (1998) – Sang
- Fly (1998) – Jeremy Kim
- Kundun (1997) – (stem)
- Red Corner (1997) – Peng
- Welcome to the Dollhouse (1995) – Barry
- Pictures of Baby Jane Doe (1995) – winkelier

## Televisie
- New York Undercover (1997) – David Kwan (1 afl.)
- Wonderland (2000)
- Deadline (2000) – Fung (1 afl.)
- Oz (2001) – Bian Yixue (1 afl.)
- Law & Order (1995–2002) (diverse rollen)
- Whoopi (2004) – Terrence (1 afl.)
- The Jury (2004) – Ken Arata (1 afl.)
- The Sopranos (2007) – Carter Chong (1 afl.)
- Lost (2008–2010) – Miles Straume (45 afl.)
- The Good Wife (2011) – Shen Yuan (1 afl.)
- The Night Shift – Topher Zia
- Inhumans – Karnak (8 afl.)
- Avatar: The Last Airbender (2024) (Netflix) – Zhao